# Acanthobrama persidis
Acanthobrama persidis is een straalvinnige vissensoort uit de familie van de eigenlijke karpers (Cyprinidae). De wetenschappelijke naam van de soort is voor het eerst geldig gepubliceerd in 1981 door Coad als Pseudophoxinus persidis.

## Voorkomen
De soort is endemisch in de rivier de Kor in Iran.